# Feda
Feda è una località della Norvegia, situata nella municipalità di Kvinesdal, nella contea di Agder.
Il villaggio si trova sul lato nord del Fedafjorden, a circa 10 chilometri a sud-ovest del villaggio di Liknes e circa 12 chilometri a est della città di Flekkefjord. 
L'autostrada E39 dell'itinerario europeo attraversa il villaggio. Feda ospita l'impianto di inverter statici di HVDC NorNed. La stazione è stata costruita vicino a una sottostazione elettrica esistente. La chiesa di Feda si trova nel villaggio e serve la parte meridionale del comune di Kvinesdal.
Dal 1900 al 1963 Feda fu il centro amministrativo del comune che portava lo stesso nome.